# Concha Espina (metropolitana di Madrid)
Concha Espina è una stazione della Metropolitana di Madrid della linea 9.
Si trova sotto Calle del Príncipe de Vergara tra l'intersezione con la Avenida de Concha Espina e Plaza de Cataluña, nel distretto di Chamartín.

## Storia
È stata inaugurata il 30 dicembre 1983 insieme al prolungamento dell'allora linea 9B (anche conosciuta come 9N) da Plaza de Castilla a Avenida de América, passando a far parte dell'attuale linea 9 il 24 febbraio 1986.

## Accessi
Vestibolo Plaza de Cataluña
- Pza. Cataluña Calle Príncipe de Vergara, 204

Vestíbulo Príncipe de Vergara Vestibolo momentaneamente chiuso
- Príncipe de Vergara Calle Príncipe de Vergara, 246